# Benoît-Martin Sourigues
Benoit-Martin Sourigues est un homme politique français né le 11 février 1820 à Bayonne (Pyrénées-Atlantiques) et décédé le 2 septembre 1891 à Anglet (Pyrénées-Atlantiques).

## Biographie
Ancien élève de l'école des Arts et Métiers d'Angers et des Beaux-Arts de Paris, il est commis d'agent de change, puis propriétaire du journal L'´Éclaireur financier. Il est député des Landes de 1878 à 1885 et de 1886 à 1891, inscrit au groupe de l'Union républicaine.

## Sources
- « Benoît-Martin Sourigues », dans Adolphe Robert et Gaston Cougny, Dictionnaire des parlementaires français, Edgar Bourloton, 1889-1891 [détail de l’édition]
- « Benoît-Martin Sourigues », dans le Dictionnaire des parlementaires français (1889-1940), sous la direction de Jean Jolly, PUF, 1960 [détail de l’édition]